# Магнитна деклинация
Магнитна деклинация е ъгълът между географския и магнитния меридиан в дадена точка от земната повърхност.  Това е разликата δ между географския азимут А и магнитния азимут Am
δ = A – Am,
която е положителна (+) източна и отрицателна (-) западна.  От тук по магнитния азимут може да се определи географският азимут като се отчете магнитната деклинация:
A = Am + δ.
Така магнитната деклинация се използва за определяне посоката на географския или истински север Ng по данни за магнитния север Nm от магнитния компас.
Стойността на магнитната деклинация се изобразява върху карти на магнитното поле. Линиите върху земната повърхност, които съединяват точките с еднаква деклинация се наричат изогони. Те се събират в две точки, които са магнитните полюси на Земята. Това са точките в които магнитните силови линии са перпендикулярни на повърхността на земния геоид. Положението на магнитните полюси на земята се променя с времето. През 1970 г. Северният магнитен полюс е имал координати 76° северна ширина и 101° западна дължина, през 2007 – 84° с.ш. и 120° з.д., а през 2020 г. положението му е изчислено на 86,5° с.ш. и 170° източна дължина. С това се променя и деклинацията.

С приближение може да се приеме, че Земята е еднородно намагнитена сфера, чиято магнитна ос сключва ъгъл 11,5° спрямо оста на въртене на Земята. Съотношението на наклона на магнитната ос и оста на въртене на Земята не е идентично с величината на магнитната деклинация във всички точки на земната повърхност, както може да изглежда на пръв поглед. По принцип то не е еднакво в различните точки на земната повърхност. Това се показва, ако се разгледа равнина, преминаваща през магнитната ос и оста на въртене на Земята (или съответния меридиан), където магнитната деклинация винаги ще бъде нула (в идеален модел), докато в точки извън този меридиан очевидно ще бъде ненулева, ако само магнитният полюс не съвпада с географския и дори ще има различен знак в различните страни от този меридиан. В допълнение, големината на магнитната деклинация може да бъде повлияна от земните магнитни аномалии. Така пътят, който винаги следва локалните указания на компаса, обикновено не минава по права линия към магнитния полюс. Този път определя магнитния меридиан, който не лежи в една равнина.
Магнитните меридиани (да не се бъркат с линиите на магнитното поле) следват посоките, показани от магнитен компас, т.е. те следват посоката на хоризонталния компонент на полевите линии в близост до повърхността на Земята и по този начин показват формата на областта. Ъгълът между магнитния меридиан (червен) и географския меридиан (син, преминаващ точно север-юг) е магнитната деклинация. Диаграмите показват нееднородностите на магнитното поле на Земята и факта, че като цяло компасите не сочат нито към северния географски полюс, нито към северния магнитен полюс.
Магнитното поле е изчислено с помощта на коефициентите на Международното геомагнитно референтно поле за 2010 г.
- Изглед на 0° географска дължина
- Изглед на 90° географска дължина
- Изглед на 180° географска дължина
- Изглед на −90° географска дължина
- Изглед на северния магнитен полюс
- Изглед на южния магнитен полюс